# Gone Maggie Gone
Gone Maggie Gone (v anglickém originále Gone Maggie Gone) je 13. díl 20. řady (celkem 433.) amerického animovaného seriálu Simpsonovi. Scénář napsali Billy Kimball a Ian Maxtone-Graham a díl režíroval Chris Clements. V USA měl premiéru dne 15. března 2009 na stanici Fox Broadcasting Company a v Česku byl poprvé vysílán 6. prosince 2009 na stanici ČT2.

## Děj
Simpsonovi se těší na zatmění Slunce nad Springfieldem. Když se Homerovi rozbije camera obscura, Marge se vzdá své vlastní. Zatímco rodina vyjadřuje radost z pozorování zatmění, Marge se na Slunce podívá přímo, což ji oslepí. Doktor Dlaha informuje rodinu, že Marge musí mít dva týdny zakryté oči a nesmí být vystavena žádnému stresu. Po napadení krysami vezme Homer Maggie a Spasitele, aby koupili jed na krysy. Cestou domů způsobí hádka dítěte a psa pád auta z mostu. Homer se je všechny snaží dostat přes jezero v malém člunu s pomocí hlavolamu typu vlk, koza a zelí. Nejprve převeze Maggie na druhý břeh a postaví ji na práh kláštera, kde se jí ujmou jeptišky a odmítnou ji vrátit. 
Zatímco Homer tají pravdu před Marge, Líza se vydává v přestrojení za jeptišku a infiltruje se do kláštera. Když jí matka představená odmítne říct, kde Maggie je, Líza zjistí, že hledají šperk. První nápovědou je „hledat Boha srdcem i duší“, čehož dosáhne tak, že zahraje několik taktů stejnojmenné písně na varhany, čímž aktivuje zařízení typu od Rubea Goldberga. Další nápovědou je najít „největší prsten vytvořený člověkem“ ve Springfieldu; po zvážení kruhových prstenců se domnívá, že největší „prsten“ je ve Springfieldské zvonici. Když tam dorazí, setká se s Komiksákem a ředitelem Skinnerem, kteří jí řeknou, že svatá Terezie z Ávily měla na smrtelné posteli vizi o drahokamu, který přinese světu mír a harmonii. Klenot bude odhalen při prvním úplňku po zatmění Slunce, což je právě tu noc. Zvon však ve skutečnosti není pravý. Líza poté zjistí, že odpovědí je „RING“ v nápisu „Springfield“. 
Když dorazí na k nápisu, setkají se s panem Burnsem a Smithersem, kteří drahokam také hledají. Líza najde na písmenech cedule nápis „Velké zločiny zabíjejí svatého mudrce“ a rozluští vzkaz, který zní: „Drahokamem je Líza.“. Pan Burns odvede ostatní zpět do kláštera, kde Líza oznámí, že je dítětem drahokamu. Matka představená jí však řekne, že dítětem drahokamu je Maggie, a vzkaz přešifruje na „Ve skutečnosti je to Maggie, Sherlocku.“. Maggie je posazena na trůn a vytvoří duhu, která přinese mír nad Springfieldem. Marge náhle vtrhne dovnitř a vezme Maggie zpět a při pohledu na Maggie se jí uzdraví oči. Cestou domů se ptá Homera, jestli nebyla sobecká, ale ten řekne, že našel náhradní dítě; role „drahokamového dítěte“ se ujme Bart a ráj se změní v živoucí peklo.

## Kulturní odkazy
Hlavní zápletka této epizody paroduje filmy Lovci pokladů a Šifra mistra Leonarda. Například scéna se zvonem ve věži, který se ukáže jako špatný, je scénou z filmu Lovci pokladů, která se týká Zvonu svobody. Ve filmu Šifra mistra Leonarda se ukázalo, že Svatý grál je Máří Magdaléna a Sophie je poslední dědička Kristova rodu, zatímco v této epizodě se ukáže, že drahokamem je Maggie. V dalším odkazu na Šifru mistra Leonarda nazývá pan Burns Smitherse svým věrným albínským sluhou, což je odkaz na Silase z Šifry mistra Leonarda. Většina první části epizody zahrnující krysy byla poctou filmu Ratatouille. Píseň, která zazní, když Líza vejde do kláštera, je „O Fortuna“. Bart, který vše proměnil v peklo, je poctou filmu Přichází Satan! Název dílu odkazuje na film Gone, Baby, Gone.

## Přijetí
Epizoda byla přijata televizními kritiky pozitivně. 
Robert Canning z IGN napsal: „Jakkoli byl příběh zábavný, nic by na tom nezměnilo, kdyby nebyl stejně zábavný. Smál jsem se po celou dobu převyprávění legendy o svaté Tereze, v níž nechyběly pirátské jeptišky a falešná válka za nezávislost. Dalším vtipným kouskem bylo, když pan Burns mluvil o Smithersovi jako o svém albínovi. Celkově to byla kombinace plně poutavého příběhu a skvělé zábavy, díky níž se Gone Maggie Gone stalo dalším vítězem Simpsonových v jejich seriálové řadě.“.
Steve Heisler z The A.V. Clubu udělil epizodě A−, když prohlásil: „Už dlouho se seriálu nepodařilo udělat něco svěžího a myslím, že tohle je tak dobré, jak to ještě nějakou dobu bude – i když epizodě chvíli trvalo, než se rozjela.“.
Erich Asperschlager z TV Verdictu uvedl: „Zčásti Šifra mistra Leonarda, zčásti Lovci pokladů a zčásti Profesor Layton. Gone Maggie Gone zábavným způsobem otřásá vzorcem Simpsonových tím, že představuje jednu z těch americko-historicko-konspiračně-teoreticko-kultografických záhad, které jsou u dětí tak oblíbené, stejně jako ty mozek ohýbající slovní a logické hádanky, které nejsou. Gone Maggie Gone je zatím jedním z nejlepších dílů této řady.“.
Epizoda byla nominována na cenu Primetime Emmy za vynikající animovaný pořad (kratší než jedna hodina) a vynikající seriálovou hudební kompozici.
Díl byl také nominován na cenu Annie za nejlepší scénář v animované televizní produkci.
Billy Kimball a Ian Maxtone-Graham byli za scénář k této epizodě v roce 2010 nominováni na Cenu Sdružení amerických scenáristů v kategorii animace. Simpsonovi byli jediným seriálem, který byl v této kategorii nominován, dalšími nominovanými epizodami byly Burns a včely, Kráska přes internet, Jak to vlastně bylo aneb Zfalšované volby a Nešťastná svatba (vítěz).